# Julien Dufieux
Julien Sosthène Dufieux, né le 21 mai 1873 à Mascara (Algérie) et mort le 10 avril 1959 à Paris, est un général d'armée français, grand-croix de la Légion d'honneur et médaillé militaire.

## Biographie
Entré à Saint-Cyr à dix-huit ans, il suit ensuite les cours de l'école supérieure de guerre et en particulier l'enseignement de tactique générale générale du lieutenant-colonel Foch dont la personnalité le marque durablement. Il participe comme capitaine d'état-major à la campagne française de 1907 au Maroc. Il est fait chevalier de la Légion d'honneur en récompense. Après avoir commandé pendant deux ans un bataillon du 69e RI à Nancy, il retourne au Maroc en 1913. Chef d'état-major du général Gouraud , il planifie avec réussite les opérations des colonnes mobiles de la campagne de Taza en août 1914.
Nommé lieutenant-colonel en novembre 1914, il est nommé au bureau des opérations du Grand Quartier général. Il prend ensuite le commandement du 72e RI puis d'une brigade d'infanterie. Fin 1917, il devient chef du bureau des opérations du général Pétain et est nommé général de brigade. Il prend le commandement de la 38e division d'infanterie fin 1918. En mai 1919, il part en Bessarabie où la 156e DI menace de se mutiner.
En novembre 1919, il part pour la Cilicie, où il prend le commandement de la 1re division du Levant, formée à partir de la 156e DI. En Cilicie, il doit combattre les soldats de la Grande Assemblée nationale de Turquie qui dispute la région à la France, lors de la campagne de Cilicie. Encerclé dans Adana en juillet 1920, il fait lever le siège par l'offensive d'une colonne mobile, tout en repliant les petites garnisons français dans les Monts Nur. En novembre 1921, il s'oppose au traité de paix de Cilicie et est rappelé à Paris.
Il est commandant de l’École Supérieure de Guerre de mars 1922 à février 1926. En 1924, à la demande du maréchal Pétain, il tente de réviser à la hausse l'appréciation peu flatteuse portée par le jury de l’École sur l'élève Charles de Gaulle, mais n'y parvient que partiellement.
Général de division en 1925, il reçoit le commandement en 1926 d'un des groupements de divisions engagés dans la guerre du Rif autour de Taza. Il commande le 7e corps d'armée à Besançon pendant trois ans. Il est inspecteur général de l'infanterie et des chars au ministère de la Guerre de novembre 1930 à mai 1938. Il s'oppose aux propositions modernes du colonel de Gaulle, en adoptant le char d'infanterie lent et peu armé Renault R35 bien que Dufieux demande également en vain l'achat de plus de chars.
Le 24 septembre 1940, il est placé à la tête de la cour martiale de Gannat, chargé par le gouvernement de Vichy de juger les militaires gaullistes. Dufieux met rapidement sa juridiction en sommeil et la cour ne traite qu'une cinquantaine de cas, majoritairement par contumace.
Il meurt le 10 avril 1959 à Paris.

## Décorations
- Médaille militaire (1936)[7]

(Nota : la médaille militaire se porte en avant la LH pour les officiers généraux ayant commandé au front, attention selon La Grande Chancellerie aucun texte officiel n'existe et il s'agit d'une simple habitude)
- Grand-croix de la Légion d'honneur[2]
- Croix de guerre 1914–1918
- Croix de guerre des Théâtres d'opérations extérieurs
- Médaille coloniale avec agrafe « MAROC »
- Médaille commémorative du Maroc